# Macha (prénom)
Pour les articles homonymes, voir Macha.
Macha est la transcription francophone de Маша, diminutif russe de Мария. En anglais, ce diminutif est transcrit Masha, en allemand Mascha, en italien Mascia, en slovène Maša, en serbe Maša ou Маша. Diminutif courant en russe, en particulier du prénom Marie, il est surtout porté comme prénom en France et en Allemagne, et est aussi un diminutif usuel du composé Marie-Charlotte, comme c'est le cas de Marie-Charlotte "Macha" Dussart, comédienne et journaliste à Télérama. Il est fêté le 15 août.

## Personnalités portant ce prénom

### Macha
- Macha Béranger (1941-2009), animatrice de Allô Macha (émission de radio), émission de radio sur France Inter entre avril 1977 à juin 2006.
- Macha Grenon (1968-), actrice québécoise.
- Macha Limonchik (1970-), actrice québécoise.
- Macha Makeïeff (1953-), metteuse en scène française.
- Macha Méril (1940-), actrice française.
- Macha Raspoutina (1935-), chanteuse russe.
- Macha Rolnikaite (1927-2016), survivante de la Shoah et écrivain lituanienne.

### Mascha
- Elke Mascha Blankenburg (1943-), musicienne allemande.
- Mascha Gonska (1952-), actrice française.
- Mascha Gohlke (1976-), actrice allemande.
- Mascha Kaléko (1907-1975), poétesse allemande.
- Mascha Rabben (1949-), actrice et modèle allemande.

### Autres formes
- Maša Zec Peškirič (1987-), joueuse de tennis slovène.
- Masha Scream (1983-), chanteuse russe.
- Mascia Foschi (1974-), chanteuse et actrice italienne.

## Personnages de fiction portant ce prénom

### Macha
- Macha, personnage des clip PNL :Naha de Onizuka de Bené de Jusqu'au dernier gramme.
- Macha, héroïne du roman d'Alexandre Pouchkine La Fille du capitaine.
- Maria Bolkonsky, personnage de Guerre et paix de Léon Tolstoï.
- Maria Sergueïevna Kouliguina, dite Macha, personnage de la pièce d'Anton Tchekhov Trois Sœurs.
- Maria Ilinitchna Chamraïeva, dite Macha, personnage secondaire de la pièce d'Anton Tchekhov La Mouette.
- Maria Aleksandrovna, dite Macha, personnage du court roman de Léon Tolstoï Le Bonheur conjugal.
- Macha, personnage principal du dessin animé russe Macha i Medvedʹ (Macha et l'ours).

### Masha
- Masha, personnage du manga Tokyo Mew Mew.